# Урюмкан
Урюмка́н — річка в Забайкальському краї Росії, ліва притока Аргуні .
Бере на північно-західному схилі Урюмканського хребта. Тече паралельно сусідній річці Уров, що лежить на північний схід. Довжина річки — 226 км, площа водозбору — 4400 км. Тече частиною в гористих, покритих лісом берегах, частиною по степовій рівнині.